# Beiern (Langenleuba-Niederhain)
Beiern ist ein Ortsteil von Langenleuba-Niederhain im Landkreis Altenburger Land in Thüringen. Er wurde am 1. Juli 1950 nach Flemmingen eingemeindet und am 15. Juni 1965 nach Langenleuba-Niederhain umgegliedert.

## Lage
Beiern liegt südöstlich der Kerngemeinde und an der Landesstraße 1357 im Ackerbaugebiet des Altenburger Lands. Eine Kies- und Sandabbaugrube befindet sich auf besten Ackerböden. Das weilerartige Dorf befindet sich nahe der sächsisch-thüringischen Grenze, die östlich des Orts verläuft.

## Geschichte
Im Jahr 1336 wurde das Dorf erstmals urkundlich erwähnt.
Der Ort gehörte zum wettinischen Amt Altenburg, welches ab dem 16. Jahrhundert aufgrund mehrerer Teilungen im Lauf seines Bestehens unter der Hoheit folgender Ernestinischer Herzogtümer stand: Herzogtum Sachsen (1554 bis 1572), Herzogtum Sachsen-Weimar (1572 bis 1603), Herzogtum Sachsen-Altenburg (1603 bis 1672), Herzogtum Sachsen-Gotha-Altenburg (1672 bis 1826). Bei der Neuordnung der Ernestinischen Herzogtümer im Jahr 1826 kam der Ort wiederum zum Herzogtum Sachsen-Altenburg. Nach der Verwaltungsreform im Herzogtum gehörte er bezüglich der Verwaltung zum Ostkreis (bis 1900) bzw. zum Landratsamt Altenburg (ab 1900). Das Dorf gehörte ab 1918 zum Freistaat Sachsen-Altenburg, der 1920 im Land Thüringen aufging. 1922 kam es zum Landkreis Altenburg.
Am 1. Juli 1950 wurde Beiern nach Flemmingen eingemeindet. Am 15. Juni 1965 folgte die Umgliederung des Ortsteiles Beiern nach Langenleuba-Niederhain. Bei der zweiten Kreisreform in der DDR wurden 1952 die bestehenden Länder aufgelöst und die Landkreise neu zugeschnitten. Somit kam der Ort mit dem Kreis Altenburg an den Bezirk Leipzig, der seit 1990 als Landkreis Altenburg zu Thüringen gehörte und 1994 im Landkreis Altenburger Land aufging. 2012 wohnten 65 Personen im Dorf.

## Verkehr

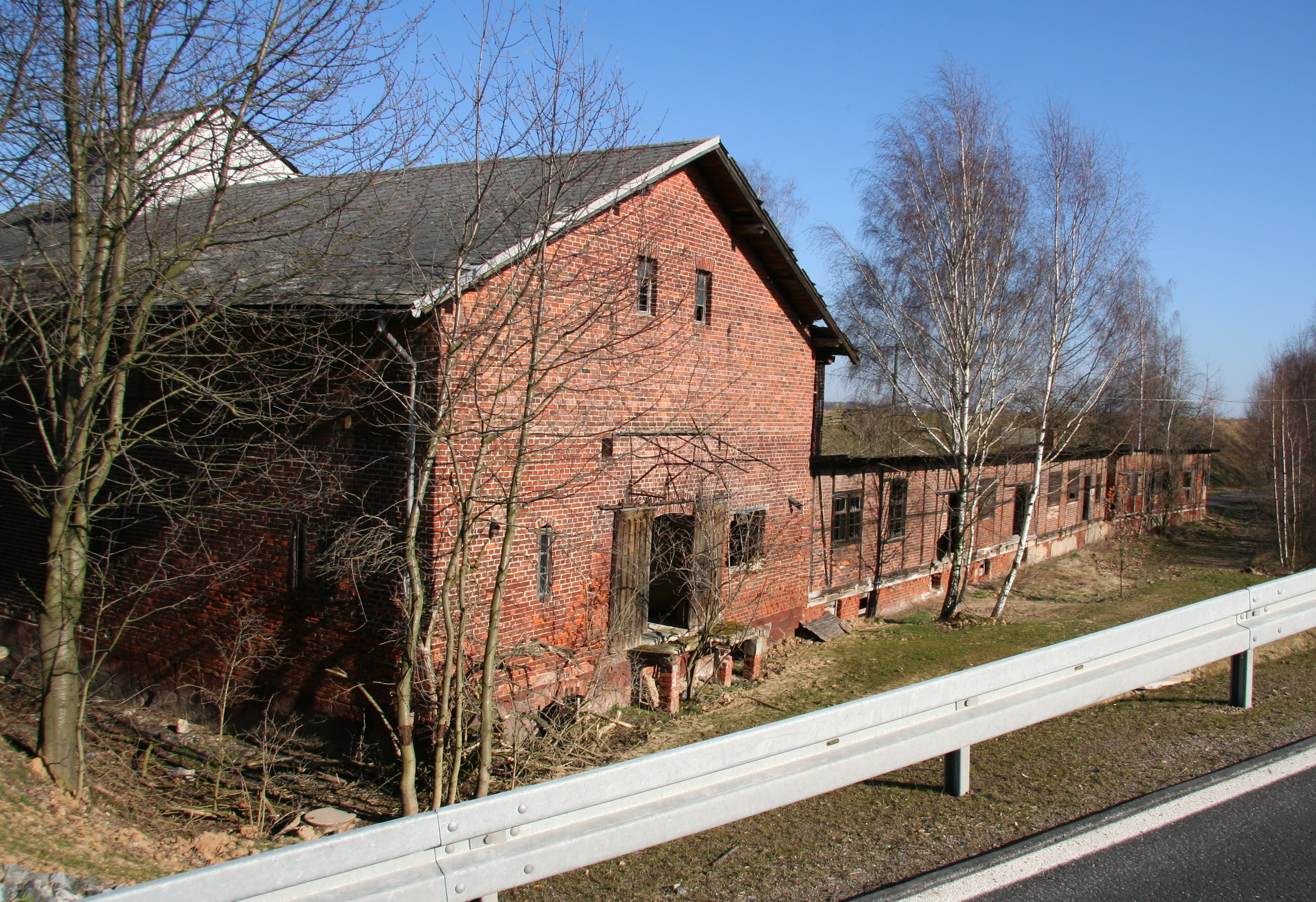
Bahnhof Beiern–Langenleuba

Ungefähr fünf Kilometer östlich des Ortes befinden sich die A72 und die B175.
An Schultagen sieben- und in den Ferien zweimal täglich hält die Linie 301 der THÜSAC  im Ort.
Zwischen 1901 und 1995 befand sich nordwestlich des Orts an der Straße nach Langenleuba-Niederhain der Bahnhof Beiern-Langenleuba der Bahnstrecke Altenburg–Langenleuba-Oberhain.